# 煙突屋ペロー
『煙突屋ペロー』（えんとつやペロー）は、日本の短編影絵アニメーション映画。1929年（昭和4年）から1930年（昭和5年）にかけ、アマチュアのアニメーション映画制作団体「童映社」によって制作された。長らく所在不明となっており、1986年（昭和61年）に再発見されたが、フィルムは後半部分が欠損していた。その後、完全復元版が制作され、1987年（昭和62年）に公開された。

## 経緯

### 制作
『煙突屋ペロー』を制作した「童映社」はアマチュアのアニメーション映画制作団体で、1929年（昭和4年）に、同志社大学の学生で京都ベビーシネマ協会の同人でもあった中野孝夫を中心に結成された。メンバーは田中喜次、田村潔、舟木俊一、柴田五十五郎など、最終的に10人ほどが集まり、1932年（昭和7年）に解散するまで、アニメーションを中心とする映画の制作と子供向けの上映活動を行った。
中野の大学での所属はドラマリーグ映画部であるなど、メンバーの殆どはあくまでもアマチュアであり、特にアニメーションに関しては全くの素人だった。そのため作品の制作は試行錯誤の連続であったが、「子供たちにとにかく面白くて有益な映画を見せる」ことを目指し、1929年（昭和4年）には『アリババ物語』と『一寸法師』を制作。『煙突屋ペロー』は3作目として制作された。

### 上映
記録に残る最も早い上映は、1929年（昭和4年）11月17日の「第三回コドモ映画会」で、このときには当時完成していた戦争までの場面のみが上映されたが、翌1930年（昭和5年）2月には2万コマ600フィートの全編が完成。4月13日の「コドモシネマ会」で、初めて全編が上映されている。5月31日には、日本プロレタリア映画同盟（プロキノ）主催の労働者向けの上映会「第一回プロレタリア映画の夕」でも上映が行われた。この上映は田中とプロキノの松崎啓次が旧知の仲であったこと、童映社結成前にメンバーがプロキノの映画撮影に参加していた縁などから実現したものだった。
「第一回プロレタリア映画の夕」での上映は、当局から様々な規制を受け、定員400名のところを観客は225名までと制限されたり、弁士による説明を禁止されたりした。しかし開始2時間前から、会場である読売講堂の前には長蛇の列ができ、約1,000人の観客が集まった。この上映では、戦争で人が殺されていく場面でナチス・ドイツの『双頭の鷲の下に』が流され、それがやがて『インターナショナル』へと変わっていくという演出がなされた。観客らが『インターナショナル』に合わせて口笛を吹いたため、監視していた特別高等警察の刑事が「上演禁止！」と叫び、会場が騒然となるという出来事もあった。この上映が大成功を収めたため、その後も数度『煙突屋ペロー』は、プロキノ主催の上映会で上映された。

## あらすじ
舞台はトム・タム国最大の都市、チク・タク市。その日、長い旅から帰還する王子を出迎えるために、街は大変な人出だった。一方で煙突屋のペローは、煙突に上って煙突の笠の修理をしていたが、そこへ鷲から追われている鳩がやってくる。ペローは鳩を煙突の中にかくまってやり、鳩は感謝の印として、兵士を生む「まほうのタマゴ」をペローに贈る。その後、王子を出迎える行列を見に行くことにしたペローは、王子の機関車に乗り込んで機械をいじっていたところ、機関車が暴走を始め、岩に衝突して壊れてしまう。
捕らえられ死刑を宣告されたペローだったが、最後の望みとして煙突に登ることを許され、そこから敵兵が攻めてくるのを目にする。激しい戦争が始まり、ペローも煙突の上に据えつけた大砲で加勢するが、味方の兵士が次々に死に、トム・タム国は窮地に追い込まれる。大臣の訴えを聞いたペローは、助けた鳩にもらった「まほうのタマゴ」から兵隊を出し、トム・タム国は勝利を収める。この功績によりペローは罪を許され、褒美をもらって故郷へ帰ることになるが、道中の汽車の中で戦争の爪痕を目の当たりにする。ペローは「こんなごほうびなんかいらないッ！！」「戦争なんか消えてなくなれ！！」と言って、褒美と「まほうのタマゴ」を捨て、その後は農民として故郷で暮らすこととなった。

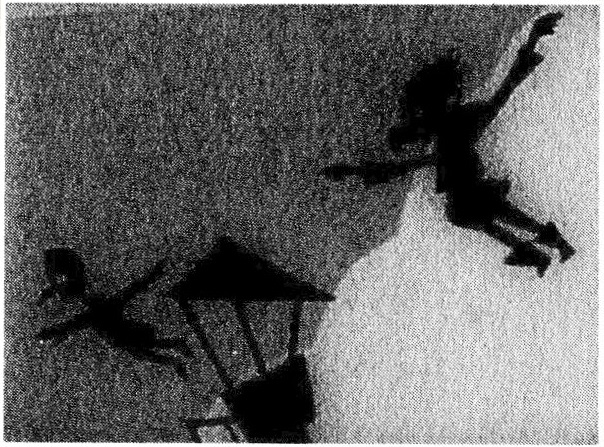
鳩を追う鷲[注 1]
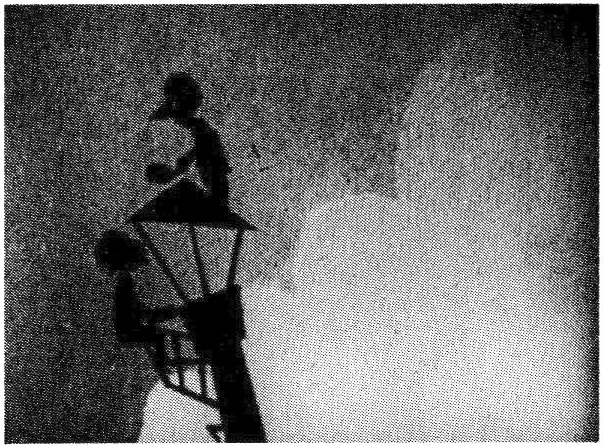
鳩に卵をもらうペロー
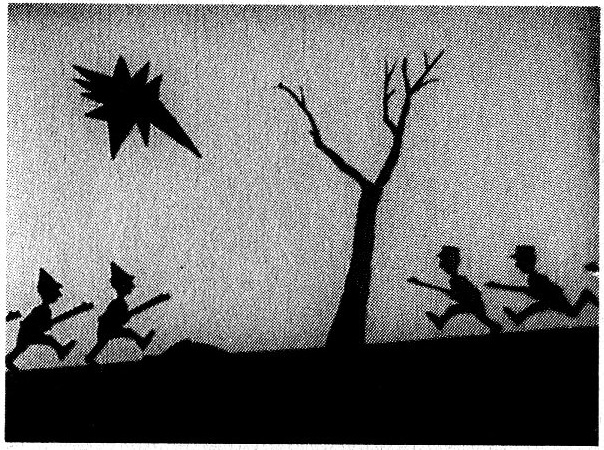
戦争の場面
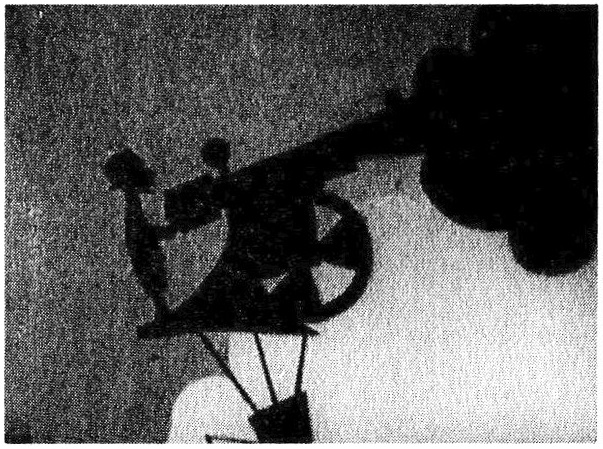
煙突から砲撃するペロー

## 再発見と復元
童映社の解散後、制作されたフィルムは全て散逸している。しかし1986年（昭和61年）夏になって、知人に昔のことを訊かれた舟木が自宅を探したところ、押入れの中から『煙突屋ペロー』のフィルムを発見し、田村・柴田・中野と共に上映会を計画。8月17日に京都府立勤労会館で若者から当時の観客まで、100人が集まり、約50年ぶりに上映会が行われた。
しかしこのフィルムは、褒美をもらったペローが故郷へ帰るため駅へ向かい、時計が12時を指す場面で終わっていた。現存していたのは上映時間21分のうち約15分で、フィルムの劣化による喪失や紛失も考えられたが、舟木らは「定期的にあった検閲にひっかかって切られたんじゃないか」と推測している。ただし、童映社側が自主的にカットしたか、2巻に分けておいたうちの2巻目が紛失した可能性もあるという。旧同人は全国を対象に完全版フィルムを捜索したが発見できず、現代の技術を駆使した完全復元版の制作を決定した。制作は「グループ・タック」が担当することとなったほか、「シネマ・ワーク」の伊藤正昭が、「半世紀も前にこんなすぐれた反戦アニメがあったことに感激した」と協力を申し出、プロデューサーとなっている。
完全復元版はナレーション入りのトーキー版として制作されることとなり、昔の手作りの味を損ねないように、古い映写機でテスト・フィルムを試してから撮影に入るという方法が採られている。欠損部分は当時のスチール写真及び童映社の機関紙『児童映画』に掲載された解説を基に復元された。フィルム発見の約1年後に完全復元版は完成し、1987年（昭和62年）10月28日に、府内の社会教育総合センターで完成披露試写会が開催された。

## 評価・分析
『煙突屋ペロー』について、アニメ作家の松本零士は「つくった人の情熱が伝わってきます」とし、アニメ監督の杉井ギサブローは「当時を考えると、勇気と夢のある作品に脱帽。作者たちは無国籍な世界を描きたかったようだが、昭和モダニズムの香りがプンプンして、ある美意識の中で構成されていることが良く理解できる。単なる反戦作品として、レッテルを貼らずに観てもらいたいものだ」と述べている。
また、禧美智章は「アマチュアの制作でありながら、切り絵はシャープで動きも非常に滑らかである」と述べ、白黒2色でなく中間色調の灰色も駆使されていること、ペローが停車場へ駆けていく場面では、画面下方向から上方向への動きと、姿が段々と小さくなっていく遠近法的表現が組み合わされていることによって、奥行きのある映像となっていることを評価している。また、20分を超える上映時間やストーリー性も従来のアニメーションにはなかったものであるとし、労働者を対象としたプロキノでも繰り返し上映されていることから、「大人の鑑賞にも耐えうる作品としての強度も合わせ持っていた」と述べている。
一方で鄭忠實は、「一貫したナラティブを構築できず、何を伝えたいのか明確にしていない」とし、例としてペローが王子の汽車を奪取した理由や、兵士を作る卵を鳥が作れた理由、物理的には不可能な、ペローが大砲を煙突に引き上げた理由について全く説明されていないことを挙げている。また、鳥の体を人の形で描写したり、人々が煙突から自由に飛び降りているといった非現実的な場面が、一貫したナラティブの構築を妨害していると指摘している。また、全体的に個々の出来事の関連性が見出しにくく、死刑待機から戦争に移り変わる場面も、ペローが敵軍を発見したという偶然によって繋げられているに過ぎず、「散漫で飛躍がある構成」の「児童向け」の映画であるとしている。
そして鄭は、プロキノの上映で『煙突屋ペロー』が観客に反帝国主義・反戦映画として受け入れられたのは、伴奏で労働歌が流されたり、本作の上映前後にメーデーの記録映画などが流されたりといった状況があったために、一貫したナラティブのない本作の、特別な意味のないシーンを反戦・反帝国主義のメッセージとして捉えることができたためであるとしている。

## スタッフ
（出典：(伊藤 1988, p. 157)）
- 原作・脚色・演出 - 田中喜次
- 字幕 - ひら隆三
- 制作 - 童映社

### 復元版
- 企画 - 伊藤正昭
- 制作担当 - 沼田かずみ
- 語り - 常田富士男
- 制作協力 - グループ・タック、旧童映社同人（田村潔、柴田五十五郎、中野孝夫、舟木俊一）
- プロデューサー - 伊藤正昭
- 制作 - 株式会社シネマ・ワーク